# Michael Monsoor
Michael Anthony Monsoor (Long Beach, 5 aprile 1981 – Ramadi, 29 settembre 2006) è stato un militare statunitense, membro dei Navy SEALs, ucciso durante la guerra in Iraq e decorato con la Medal of Honor.

## Giovinezza e carriera militare

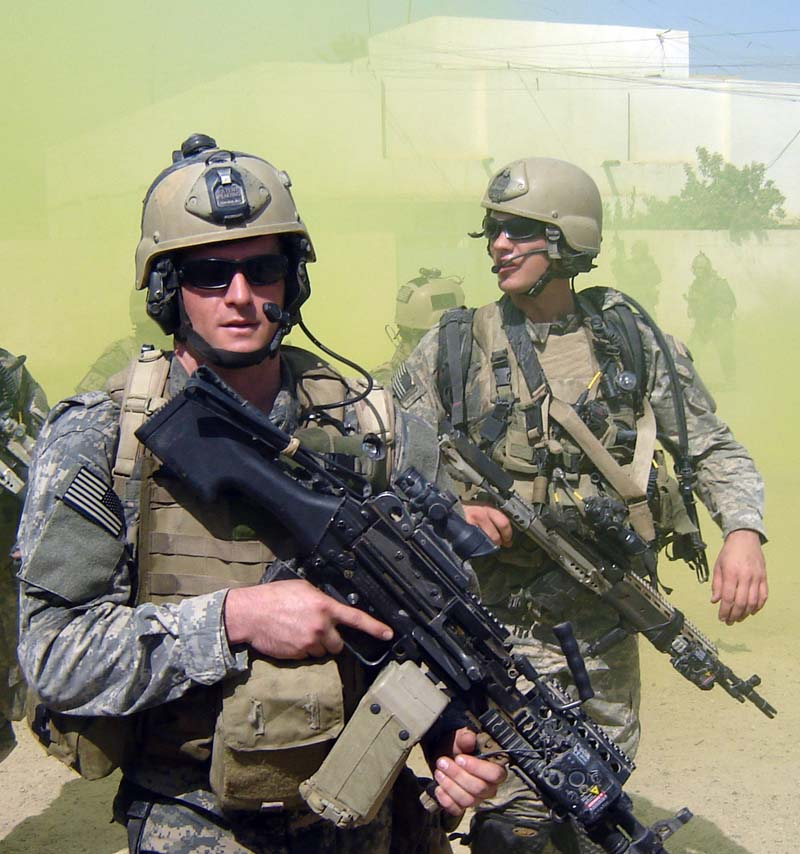
Michael Monsoor in Iraq nel 2006.

Michael Anthony Monsoor nacque il 5 aprile 1981 a Long Beach, in California, da George Paul Monsoor, ex-marine di origini libanesi, e Sally Ann Boyle, di origini irlandesi. Terzo di quattro figli, Monsoor sin da bambino era affetto da asma, ma riuscì a rafforzare i suoi polmoni nuotando con i suoi fratelli nella piscina.
Dopo aver frequentato il Dr. Walter C. Ralston Intermediate School e il Garden Grove High School di Garden Grove, dove si diplomò nel 1999, il 21 marzo 2001 si arruolò volontario nella Marina degli Stati Uniti e nel 2004 superò il BUD/S presso San Diego.
Dopo il BUD/S prese parte ad altri corsi avanzati di formazione, tra cui quello di paracadutismo presso la Basic Airborne School e quello di combattimento tattico a Kodiak in Alaska, superando anche sei mesi di addestramento SQT presso Coronado. Ritenuto idoneo nel marzo 2005, venne assegnato al Plotone "Delta" del SEAL Team 3.

## Guerra in Iraq
Inviato a Ramadi durante la guerra in Iraq, Monsoor prese parte a diverse azioni militari e venne decorato con la Silver Star per essere tornato indietro a soccorrere un commilitone ferito.

## Morte e funerali
Il 29 settembre del 2006 Monsoor e altri tre compagni salirono su un tetto per controllare la situazione dall'alto e prevenire eventuali azioni nemiche: tuttavia una granata lanciata dalla strada riuscì ad arrivare sul tetto e rimbalzò sul petto di Monsoor, il quale, accortosi del pericolo, si gettò sulla bomba per salvare i commilitoni. Il corpo di Monsoor riuscì ad attutire l'esplosione e i compagni risultarono solo feriti, mentre lui venne investito gravemente dalla detonazione e morì trenta minuti dopo. Poiché la posizione di Monsoor sul tetto gli avrebbe consentito l'accesso migliore alla via di fuga, la sua azione risultò ancor più eroica e per questo motivo il governo statunitense decise di conferirgli la Medal of Honor, la massima onorificenza della nazione.
In onore di Monsoor la seconda nave in ordine di importanza della classe Zumwalt è stata denominata USS Michael Monsoor (DDG-1001). Inoltre gli è stato intitolato un battaglione del corpo dei cadetti con base a Camp Pendleton.